# Eva Luise Köhler

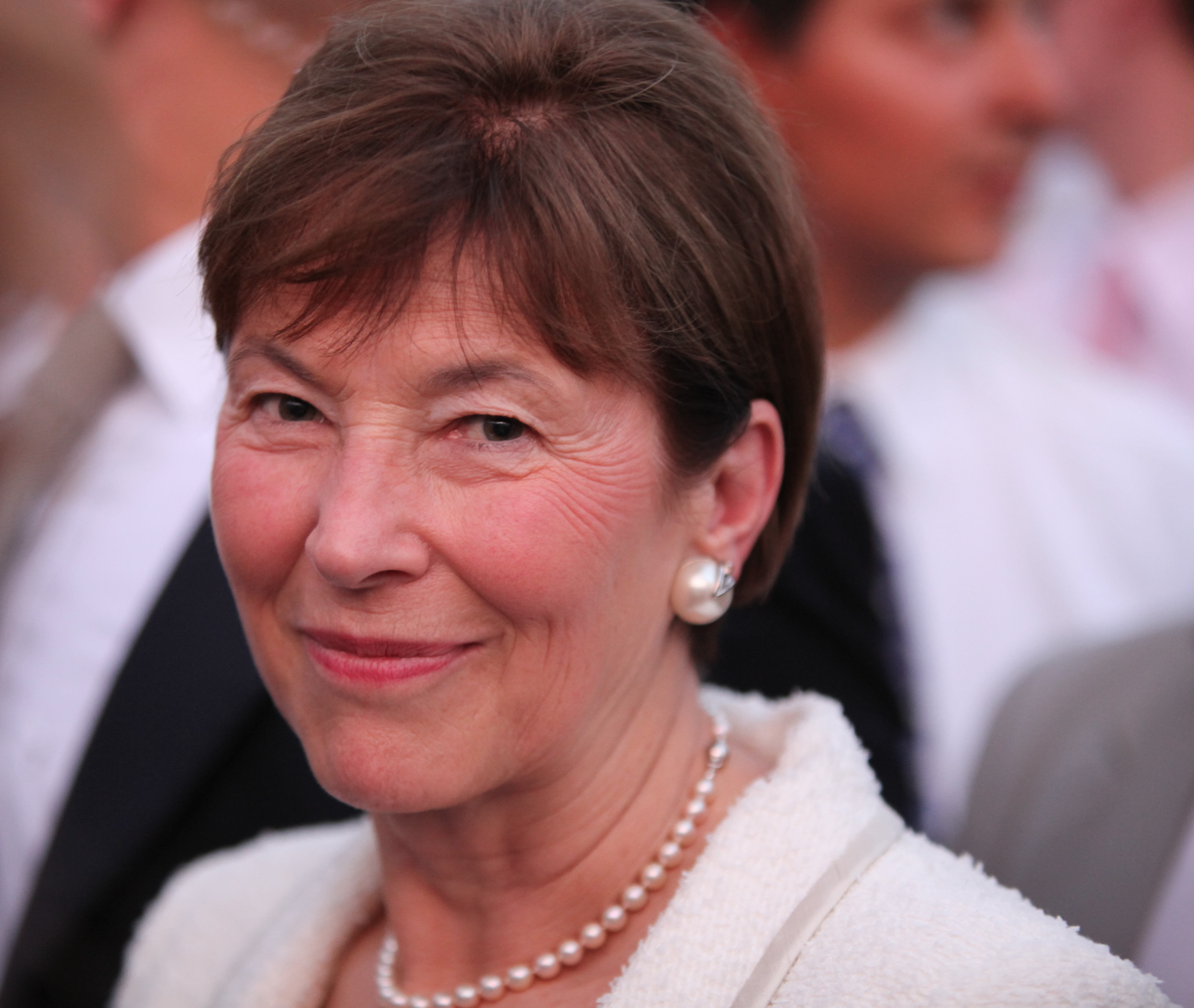
Eva Luise Köhler (Juli 2009)

Eva Luise Köhler (* 2. Januar 1947 in Ludwigsburg als Eva Luise Bohnet) ist eine deutsche pensionierte Lehrerin und die Witwe des neunten deutschen Bundespräsidenten Horst Köhler.

## Biographie und Familie
1966 legte sie als Eva Bohnet in Ludwigsburg das Abitur ab. Sie studierte Geschichte, Deutsch und Religion an der Pädagogischen Hochschule in Ludwigsburg. 1969 absolvierte sie die 1. Dienstprüfung für das Lehramt an Grund- und Hauptschulen mit einer Examensarbeit über die Anfänge der Gewerkschaftsbewegung. Am 29. Oktober 1969 heiratete sie Horst Köhler, der in diesem Jahr ebenfalls sein Studium abschloss und dann als wissenschaftlicher Referent in Tübingen arbeitete. Eva Luise Köhler war ihrerseits bis 1977 Lehrerin an Sonderschulen für lernbehinderte Kinder und Jugendliche in Winnenden und Herrenberg. Die 2. Dienstprüfung legte sie 1975 ab. 1976 wurde Horst Köhler ins Bundesministerium für Wirtschaft nach Bonn berufen. Die Familie zog dorthin um, und Eva Luise Köhler war dort von 1985 bis 1989 und von 1994 bis 1998 als Grundschullehrerin tätig. 1998 folgte ein Umzug nach London. Zwei Jahre später zog Eva Köhler mit ihrem Mann nach Washington, wo Horst Köhler zum geschäftsführenden Direktor des Internationalen Währungsfonds berufen wurde.
Das Ehepaar Köhler bekam einen Sohn und eine Tochter. Man sagte dem Paar eine „symbiotische“ Beziehung nach. In einem Stern-Porträt schrieb die Reporterin: „Der ganze Präsident ist er nur mit ihr.“

## Öffentliche Pflichten

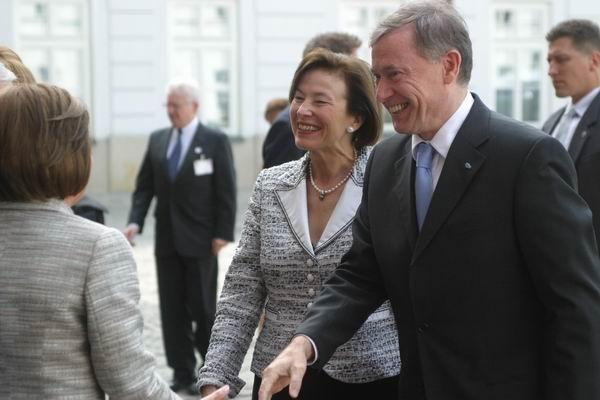
Eva Luise und Horst Köhler bei einem Besuch in Polen, 2006

Als Erste Frau im Staat übernahm Eva Köhler verschiedene Schirmherrschaften, darunter die über das Müttergenesungswerk, über UNICEF Deutschland, sowie die Deutsche Kinder- und Jugendstiftung von ihrer Vorgängerin Christina Rau. Außerdem engagierte sie sich für die Christoffel-Blindenmission und die Allianz Chronischer Seltener Erkrankungen (ACHSE), die sie aufgrund eigener Erfahrung mit der Erkrankung ihrer Tochter (Retinopathia pigmentosa) übernommen hat. Sie initiierte mit ihrem Ehemann 2006 die Eva Luise und Horst Köhler Stiftung. 
„Lasst uns nicht lieben mit Worten noch mit der Zunge, sondern mit der Tat und mit der Wahrheit“ ist als Bibelvers ein Leitspruch für ihre Stiftungsarbeit und Schirmherrschaften.
Eva Luise Köhler fungierte außerdem bei offiziellen Empfängen als Gastgeberin im Schloss Bellevue.

## Politische Aktivitäten
Von 1972 bis 1990 gehörte Eva Köhler der SPD an. Sie wurde aus Begeisterung für die neue Ostpolitik Willy Brandts Mitglied und engagierte sich in der Tübinger Kommunalpolitik. 1990 verließ sie die Partei, weil ihr die Politik Oskar Lafontaines missfiel.
Gelegentlich meldet sich Eva Köhler über die Presse zu politischen Themen zu Wort, wobei sie (selbst evangelisch) häufig für mehr Religiosität plädiert. So befürwortete sie 2005 Religionsunterricht für Kinder. Es sei „ungeheuer wichtig, dass Kinder Religionsunterricht oder ein adäquates Pendant haben“. Man müsse den Kindern vermitteln, „dass es noch eine andere Kraft gibt“ und „wir nicht alles selbst und allein machen können“.

## Auszeichnungen
- 2005: Großkreuz des Verdienstordens der Republik Polen[5]
- 2005: Großkreuz des Ordens Vytautas des Großen[6]
- 2006: Großkreuz des Verdienstordens der Italienischen Republik
- 2007: Honorary Companion des National Order of Merit (Malta)
- 2009: Großkreuz des Ordens des Infanten Dom Henrique
- 2010: Steiger Award
- 2012: Verdienstorden des Landes Baden-Württemberg